# Varicorhinus lufupensis
Varicorhinus lufupensis és una espècie de peix cipriniforme de la família dels ciprínids.

## Morfologia
Els mascles poden assolir els 19,4 cm de longitud total.

## Distribució geogràfica
Es troba a la República Democràtica del Congo.